# Amolops
Amolops is een geslacht van kikkers uit de familie echte kikkers (Ranidae). De groep werd voor het eerst wetenschappelijk beschreven door Edward Drinker Cope in 1865. Later werd de wetenschappelijke naam Aemolops gebruikt.
Alle soorten komen voor in delen van Azië en leven in de landen China, India, Maleisië en Nepal.
De verschillende soorten zijn aangepast op een leven in snelstromende wateren zoals watervallen. De volwassen exemplaren hebben op hechtschijfjes gelijkende structuren aan de vingers en tenen, hoewel ze niet aan boom- of schuimnestboomkikkers verwant zijn. De kikkervisjes hebben een zuignap-achtige structuur aan de onderzijde om niet weg te spoelen met het stromende water.
Er zijn tegenwoordig 51 soorten inclusief recent ontdekte soorten zoals Amolops nyingchiensis en Amolops albispinus die pas in 2016 wetenschappelijk werden beschreven. 

## Taxonomie
Geslacht Amolops
- Soort Amolops afghanus
- Soort Amolops akhaorum
- Soort Amolops albispinus
- Soort Amolops aniqiaoensis
- Soort Amolops archotaphus
- Soort Amolops assamensis
- Soort Amolops bellulus
- Soort Amolops caelumnoctis
- Soort Amolops chakrataensis
- Soort Amolops chayuensis
- Soort Amolops chunganensis
- Soort Amolops compotrix
- Soort Amolops cremnobatus
- Soort Amolops cucae
- Soort Amolops daiyunensis
- Soort Amolops daorum
- Soort Amolops formosus
- Soort Amolops gerbillus
- Soort Amolops granulosus
- Soort Amolops hainanensis
- Soort Amolops himalayanus
- Soort Amolops hongkongensis
- Soort Amolops indoburmanensis
- Soort Amolops iriodes
- Soort Amolops jaunsari
- Soort Amolops jinjiangensis
- Soort Amolops kangtingensis
- Soort Amolops kaulbacki
- Soort Amolops kohimaensis
- Soort Amolops larutensis
- Soort Amolops liangshanensis
- Soort Amolops lifanensis
- Soort Amolops loloensis
- Soort Amolops longimanus
- Soort Amolops mantzorum
- Soort Amolops marmoratus
- Soort Amolops medogensis
- Soort Amolops mengyangensis
- Soort Amolops minutus
- Soort Amolops monticola
- Soort Amolops nidorbellus
- Soort Amolops nyingchiensis
- Soort Amolops panhai
- Soort Amolops ricketti
- Soort Amolops spinapectoralis
- Soort Amolops splendissimus
- Soort Amolops torrentis
- Soort Amolops tuberodepressus
- Soort Amolops viridimaculatus
- Soort Amolops vitreus
- Soort Amolops wuyiensis

Abavorana · 
Amnirana · 
Amolops · 
Babina · 
Chalcorana · 
Clinotarsus · 
Glandirana · 
Huia · 
Humerana · 
Hydrophylax · 
Hylarana · 
Indosylvirana · 
Lithobates · 
Meristogenys · 
Odorrana · 
Papurana · 
Pelophylax · 
Pseudorana · 
Pterorana · 
Pulchrana · 
Rana · 
Sanguirana · 
Staurois · 
Sylvirana